# Brännerisjön
Brännerisjön är en sjö i Mullsjö kommun i Västergötland och ingår i Göta älvs huvudavrinningsområde. Sjön har en area på 0,0478 kvadratkilometer och ligger 224,2 meter över havet. Den 11,2 km långa Sandhemssjöleden har sin sträckning rund Brännerisjön, Sandhemssjön och Grimstorpasjön.

## Delavrinningsområde
Brännerisjön ingår i det delavrinningsområde (643195-138012) som SMHI kallar för Utloppet av Sandhemssjön. Avrinningsområdets medelhöjd är 241 meter över havet och ytan är 21,06 kvadratkilometer. Det finns ett delavrinningsområde uppströms, och räknas det in blir den ackumulerade arean 68,4 kvadratkilometer. Svartån som avvattnar avrinningsområdet har biflödesordning 3, vilket innebär att vattnet flödar genom totalt 3 vattendrag innan det når havet efter 352 kilometer. Delavrinningsområdet består mestadels av skog (49 procent), jordbruk (20 procent) och sankmarker (12 procent). Avrinningsområdet har 1,01 kvadratkilometer vattenytor vilket ger det en sjöprocent på 4,8 procent. Bebyggelsen i området täcker en yta av 0,48 kvadratkilometer eller 2 procent av avrinningsområdet.